# Doug Irvine
Doug Irvine (Sheffield, 4 ottobre 1952) è un bassista e compositore britannico, noto per la sua militanza in band quali The Syn, Karmakanic, nonché per essere stato uno dei membri fondatori dei Marillion, band lasciata soltanto dopo due anni.

## Biografia
Noto anche come Douglas Irvine impegnato a lavorare come turnista tra il 1974 e il 1977, iniziò la carriera professionistica nei Marillion.
Abbandonata l'attività di musicista all'inizio degli anni '80, torna  negli anni 2000, con band quali The Syn e Karmakanik. 
Ha anche all'attivo due album solisti. 

## Discografia

### Solista
- 1998 – Ambient Egypt
- 2001 – An Endless Sporadic

### Con The Syn
- 2005 – Syndestructible
- 2007 – Armistice Day

### Con i Karmakanik
- 2008 – Who is the Boss in the Factory